# سیلویا دیونیزیو
سیلویا دیونیزیو (ایتالیایی: Silvia Dionisio؛ زادهٔ ۲۸ سپتامبر ۱۹۵۱) بازیگر و مدل اهل ایتالیا است.

## زندگی و حرفه
دیونیزیو که در شهر رم زاده شد، نخستین بازیگری خود را در سن ۱۴ سالگی در فیلم عزیز (۱۹۶۵) جان شلزینجر انجام داد. نخستین کارگردانی که نقش‌های مهمی به او داد، روجرو دئوداتو بود که بعدها همسرش شد. در اوایل دهه ۱۹۸۰، او صنعت سینما را ترک کرد. آخرین حضور او در یک آگهی تبلیغاتی لیکور به کارگردانی فدریکو فلینی بود.

## گزیدهٔ نقش‌آفرینی‌ها

### سینما
- خامه، شکلات و… پاپریکا (۱۹۸۱)
- سلام مریخی (۱۹۸۰)
- زنان روستایی کم‌حرف (۱۹۸۰)
- شاه‌میگو برای صبحانه (۱۹۷۹)
- رو به جلو… حرکت! (۱۹۷۹)
- مستأجر طبقه بالا (۱۹۷۷)
- کشور زیبا (۱۹۷۷)
- دوستان من (۱۹۷۵)
- کشیش متأهل (۱۹۷۰)
- رئیس پلیس پپه (۱۹۶۹)
- یک کارآگاه (۱۹۶۹)
- دوران کودکی، حرفه و نخستین تجربه جاکومو کازانووا، اهل ونیز (۱۹۶۹)
- ریتا پشه (۱۹۶۶)
- عزیز (۱۹۶۵)

### تلویزیون
- در آخرین لحظه (۱۹۷۲)